# 救生圈 (漫畫)
《救生圈》是野村宗弘所著的日本漫畫，連載於小學館旗下漫畫網站「Yawaraka Spirit」。

## 電視劇
《救生圈 -朋友以上，不倫未滿-》是東京電視台在「Drama Premiere 23」所制作的電視劇。主演是門脇麥。

### 人物
- 中山麻衣子：門脇麥[1]

故事的主角。發現了丈夫有外遇。
- 二葉一：森山直太朗

麻衣子的鄰居。拓也的上司。
- 中山拓也：大東駿介

麻衣子的丈夫，和其他人有不倫關係。
- 二葉聖：西田尚美

二葉一的妻子。
- 福田歩：蓮佛美沙子

拓也的後輩。
- 田宮悠：田中樹（SixTONES）

二葉聖上課的陶藝教室講師。

### 工作人員
- 編劇：倉光泰子、神田優
- 導演：高橋名月、太田良
- 音樂：坂本秀一
- 片頭曲：安藤裕子「ReadyReady」（波麗佳音）
- 片尾曲：三浦透子（日本環球音樂）
- 製作人：阿部真士（東京電視台）、（東京電視台）、瀧山直史（AOI Pro.）、唯墨友步（AOI Pro.）
- 制作：東京電視台、AOI Pro.

### 播出日程
| 集數   | 播出日期 | 副標題 | 標題 | 編劇     | 導演     |
| ------ | -------- | ------ | ---- | -------- | -------- |
| 第1話  | 8月09日  |        |      | 倉光泰子 | 風間太樹 |
| 第2話  | 8月16日  |        |      | 倉光泰子 | 風間太樹 |
| 第3話  | 8月23日  |        |      | 神田優   | 太田良   |
| 第4話  | 8月30日  |        |      | 倉光泰子 | 風間太樹 |
| 第5話  | 9月06日  |        |      | 神田優   | 風間太樹 |
| 第6話  | 9月13日  |        |      | 倉光泰子 | 太田良   |
| 第7話  | 9月20日  |        |      | 倉光泰子 | 風間太樹 |
| 最終話 | 9月27日  |        |      | 倉光泰子 | 風間太樹 |

## 外部連結
- 電視劇官方網站 （页面存档备份，存于）（日語）

| 日本 東京電視台Drama Premiere 23     | 日本 東京電視台Drama Premiere 23                      | 日本 東京電視台Drama Premiere 23 |
| ------------------------------------ | ----------------------------------------------------- | -------------------------------- |
|                                      | 救生圈 -朋友以上，不倫未滿- （2021年8月9日－9月27日） |                                  |
| 名偵探主廚 （2021年5月31日－8月2日） | 不顯眼的她 （2021年10月11日 - 12月27日）              |                                  |